# Figi ai Giochi della XXI Olimpiade
Le Figi parteciparono ai Giochi della XXI Olimpiade che si sono svolti a Montréal dal 17 luglio al 1º agosto 1976, con due rappresentanti iscritti complessivamente a cinque gare dell'atletica leggera. Portabandiera alla cerimonia di apertura fu Miriama Tuisorisori-Chambault, che gareggiò nel salto in lungo e nel pentathlon.
Fu la quinta partecipazione di questo paese ai Giochi estivi. Non fu conquistata nessuna medaglia.